# Yucatán en el tiempo
Yucatán en el tiempo es el nombre de una enciclopedia alfabética e ilustrada sobre la yucataneidad, sus cosas, personajes, costumbres, historia, geografía, ciencia, arte, literatura, etcétera. Fue editada en 1998 después de un proceso de preparación de más de diez años y tras ingente esfuerzo por parte de un cuerpo editorial encabezado por  Juan Duch Colell, Michel Antochiw Kolpa, Fernando Espejo Méndez y el historiador Silvio Zavala Vallado, habiendo presidido este último el consejo consultivo de la enciclopedia. La ilustración de la obra fue supervisada por Miguel Ángel Martínez de la Fuente. El proyecto fue auspiciado y financiado en su integridad por Raúl Casares G. Cantón, empresario yucateco.
Consta la obra de seis volúmenes con más de 3,500 páginas, cerca de 7,500 artículos, conteniendo información, gráficas e imágenes, relativas a la realidad pretérita y presente de esta región peninsular −el viejo Mayab−, parte integrante de México. 
Tiene además como anexo un lexicón sobre El habla en Yucatán, realizado por el filólogo Fernando Espejo Méndez, para presentar las formas y peculiaridades del hablar yucateco, distinguible ciertamente en el mundo de habla hispana, como lo es el andaluz, el argentino, el venezolano, el español de Galicia, el de Cataluña, todos ellos preñados de sus respectivos influyentes matriciales, siendo la lengua maya, en el caso de lo yucateco, la que da origen a la singularidad.

Cuatrocientos años de aislamiento -península, "casi isla"- habrían estado a punto de formar una nueva, una verdadera nueva lengua, tal como sucediera en su momento con las lenguas romances: hibridaciones todas y producto de las hablas indígenas originales mezcladas con el latín vulgar. Al castellano, al gallego, al catalán, al lusitano, por no decir sino algunas lenguas de la península ibérica, les tomó cerca de mil años para hacerse distintas y ser lo que ahora son...
F. Espejo

## Razón de ser
Yucatán se caracterizó en el pasado por ser de las pocas entidades federativas de México que desarrolló una obra enciclopédica tratante de lo suyo propio —lo yucateco en el sentido amplio del término— y su regionalidad. Fue el caso de la Enciclopedia Yucatanense realizada por Carlos Echánove Trujillo, editada por primera vez bajo el auspicio del gobierno estatal de Yucatán entre los años 1944 y 1947. Esta obra de ocho volúmenes fue organizada temáticamente, habiéndose desarrollado cada uno de los 60 temas que aborda, por especialistas en cada materia. Hubo una segunda edición de esta enciclopedia en 1977 que agregó cuatro volúmenes más a la obra original, incluyéndose nuevos temas, además de actualizarse los preexistentes.
Con este antecedente que era difícil de superar, se emprendió la tarea de hacer una nueva recolección enciclopédica, ahora alfabéticamente organizada, que diera cohesión a la memoria histórica del acontecer yucateco. Dice el historiador Silvio Zavala Vallado en la presentación de la obra:

Suele decirse que la tierra de Yucatán no se parece a otra. En la callada y laboriosa tarea del espíritu es así. Quizá en esa frase se expresa la profunda razón de ser de esta obra: la otredad de Yucatán y su vasto devenir histórico con más de 1700 años de forja, desde la llegada de los primeros mayas a la región, pasando por tres siglos de colonialismo hispano que dieron origen a la sociedad mestiza que es actualmente la yucateca, hasta nuestros días que siguen nutriendo, por las características de esta región, como la ubicación geográfica tal vez, pero también por lo singular de su patrimonio humano y cultural, el acontecer que hace historia en este rincón del mundo y que se ha querido plasmar en una obra enciclopédica de esta naturaleza.

Citando también a Juan Duch Colell, literato y periodista, que tuvo a su cargo la Coordinación General del proyecto:

Yucatán, es bien sabido, posee una tradición cultural arraigada en el fondo de los siglos -desde los remotos días del esplendor de la civilización maya- y cuya frondosidad se amalgama entrañablemente, creadoramente, con los ingredientes materiales y espirituales de la fusión posterior al contacto con la cultura hispánica -la otra de nuestras dos raíces- y así se perfilan y consolidan después, por los anfractuosos caminos del siglo XIX y de los primeros decenios del XX los valores que dan su sello a nuestra contemporaneidad; tradición de sobresaliente robustez -y muy rica en signos peculiares-, que nos otorga sitio y voz en el concierto de las realidades culturales que conforman prodigiosamente el todo de la amosaicada cultura nacional de México.

## Compilación
Yucatán en el tiempo es una enciclopedia que contiene parcialmente fuentes primarias por cuanto que algunas entradas fueron redactadas en forma exclusiva para la enciclopedia, pero no siendo un proyecto de carácter comercial ni con fines mercantiles, ni teniendo los medios para asegurar la originalidad de toda la información, esta se hizo provenir mayormente de fuentes eminentemente gratuitas aunque obligadamente referenciadas que, independientemente de su calificación, no tienen la pretensión de haber iniciado, a partir de cero la investigación en torno a personajes, hechos históricos, cosas, lugares y conceptos. Ello, sin embargo, no demeritó el producto final puesto al alcance del público local y foráneo, que es quien finalmente ha transformado esta obra en el curso de la última década, en un referente cualitativo de las cuestiones, personajes y acontecimientos relativos a la península de Yucatán.